# Charles Percy Snow
Charles Percy Snow (Leicester, 15 ottobre 1905 – Londra, 1º luglio 1980) è stato uno scrittore e fisico inglese, ricercatore nel campo della chimica fisica, noto sia per i suoi romanzi che per i saggi nel campo della comunicazione e dell'educazione.

## Biografia
Nato a Leicester, fu educato allo University College di Leicester nel 1930 entrò a far parte del Christ's College dell'Università di Cambridge, dove si laureò in fisica.
Divenne cavaliere nel 1957 e Baron Snow, della città di Leicester, nel 1964.
Prestò servizio come assistente del ministro della tecnologia del lavoro del governo di Harold Wilson.
Tra i suoi amici, si annoverano il matematico Godfrey Harold Hardy, il fisico Patrick Blackett (poi Lord Blackett) e il “cristallografo a raggi X” John Desmond Bernal.
Charles Percy Snow sposò l'autrice Pamela Hansford Johnson.

## Opere
La sua prima opera fu la famosissima Death under Sail (1932). Scrisse anche una biografica di Anthony Trollope.
In ogni caso, fu molto più famoso per una serie di romanzi di stampo politico dal titolo Strangers and Brothers che dipingevano gli intellettuali nella politica e nei governi della nuova era. I Maestri è forse la sua opera più conosciuta, e ben si collocava con la politica interna di Cambridge, da lui ben conosciuta. 
Nell'opera The Realists, fece un'analisi del lavoro di altri autori: Stendhal, Honoré de Balzac, Charles Dickens, Fëdor Dostoevskij, Lev Tolstoj, Benito Pérez Galdós, Henry James e Marcel Proust, difendendo fortemente le opere di stampo realista.
Oltre ad essere famoso per le sue opere, e per i suoi testi, fu famoso per il concetto delle Due Culture, che sviluppò nel testo Le Due Culture e la rivoluzione scientifica. Notava che la poca comunicazione tra scienza e mondo umanistico era uno dei mali che portavano alla mancata soluzione dei problemi nel mondo.
Si accorgeva, in particolare, che la qualità dell'educazione nel mondo era in declino, in ogni campo. Sottolineò pure, nelle sue opere, la differenza tra i due altri “mondi”, quello delle nazioni ricche e quello di quelle povere, e più in generale, quello di ricchi e poveri, dicendo che anche questo era uno dei grandi mali del mondo.

### Romanzi
Serie Strangers and Brothers
- Time of Hope (1949)
- George Passant (1940, pubblicato inizialmente con il titolo Strangers and Brothers)
- The Light and the Dark (1947)
- The Masters (1951)
- The New Men (1954)
- Homecomings (1956)
- The Conscience of the Rich (1958)
- The Affair (1959)
- Corridors of Power (1963)
- The Sleep of Reason (1968)
- Last Things (1970)

Altri romanzi
- Death Under Sail (1932, edito in Italia con il titolo Morte a vele spiegate)
- The Search (1934)
- The Malcontents (1972)
- In Their Wisdom (1974)
- A Coat of Varnish (1979)

### Saggi
- Science and Government (1961)
- The two cultures and a second look (1963)
- Variety of men (1967)
- The State of Siege (1968)
- Public Affairs (1971)
- Trollope (1975)
- The Realists (1978)
- The Physicists (1981)